# Objaw Destota
Objaw Destota – objaw kliniczny, w którym powierzchowny krwiak jest widoczny nad więzadłem pachwinowym w pachwinie, nad moszną lub kroczem lub w górnej części uda. Objaw sugeruje złamanie miednicy z towarzyszącym krwawieniem.